# L'Enfer Et Moi
"L'Enfer Et Moi" (v překladu Peklo a já) je píseň francouzské zpěvačky Amandine Bourgeois. Napsali ji David Salkin a Boris Bergman. Píseň je známá hlavně díky tomu, že s ní Amandine Bourgeois reprezentovala Francii na Eurovision Song Contest 2013, která se konala ve švédském Malmö. Píseň byla nominována rovnou do finále, které se konalo 18. května, kde se nakonec umístila na 23. místě.

## Seznam stop
Digitální stažení
1. L'enfer et moi – 2:58